# Coppa Agostoni 1974
La Coppa Agostoni 1974, ventottesima edizione della corsa, si svolse il 9 ottobre 1974 su un percorso di 205 km. La vittoria fu appannaggio dell'italiano Felice Gimondi, che completò il percorso in 5h03'00", precedendo il connazionale Franco Bitossi ed il belga Roger De Vlaeminck.

## Ordine d'arrivo (Top 10)
| Pos. | Corridore             | Squadra            | Tempo    |
| ---- | --------------------- | ------------------ | -------- |
| 1    | Felice Gimondi        | Bianchi-Campagnolo | 5h03'00" |
| 2    | Franco Bitossi        | Scic               | a 31"    |
| 3    | Roger De Vlaeminck    | Brooklyn           | a 33"    |
| 4    | Freddy Maertens       | Carpenter-Flandria | s.t.     |
| 5    | Eddy Merckx           | Molteni            | s.t.     |
| 6    | Frans Verbeeck        | Watney-Maes Pils   | s.t.     |
| 7    | Giacinto Santambrogio | Bianchi-Campagnolo | s.t.     |
| 8    | Marc Demeyer          | Carpenter-Flandria | s.t.     |
| 9    | Enrico Paolini        | Scic               | s.t.     |
| 10   | Knut Knudsen          | Jollj Ceramica     | s.t.     |